# كلينت إنغرام
كلينت إنغرام (بالإنجليزية: Clint Ingram)‏ هو لاعب كرة قدم أمريكية أمريكي، ولد في 21 مارس 1983 في هالسفيل في الولايات المتحدة.

## وصلات خارجية
- كلينت إنغرام على موقع مرجع كرة القدم المحترفة.كوم (الإنجليزية)